# 奥德·哈塞尔

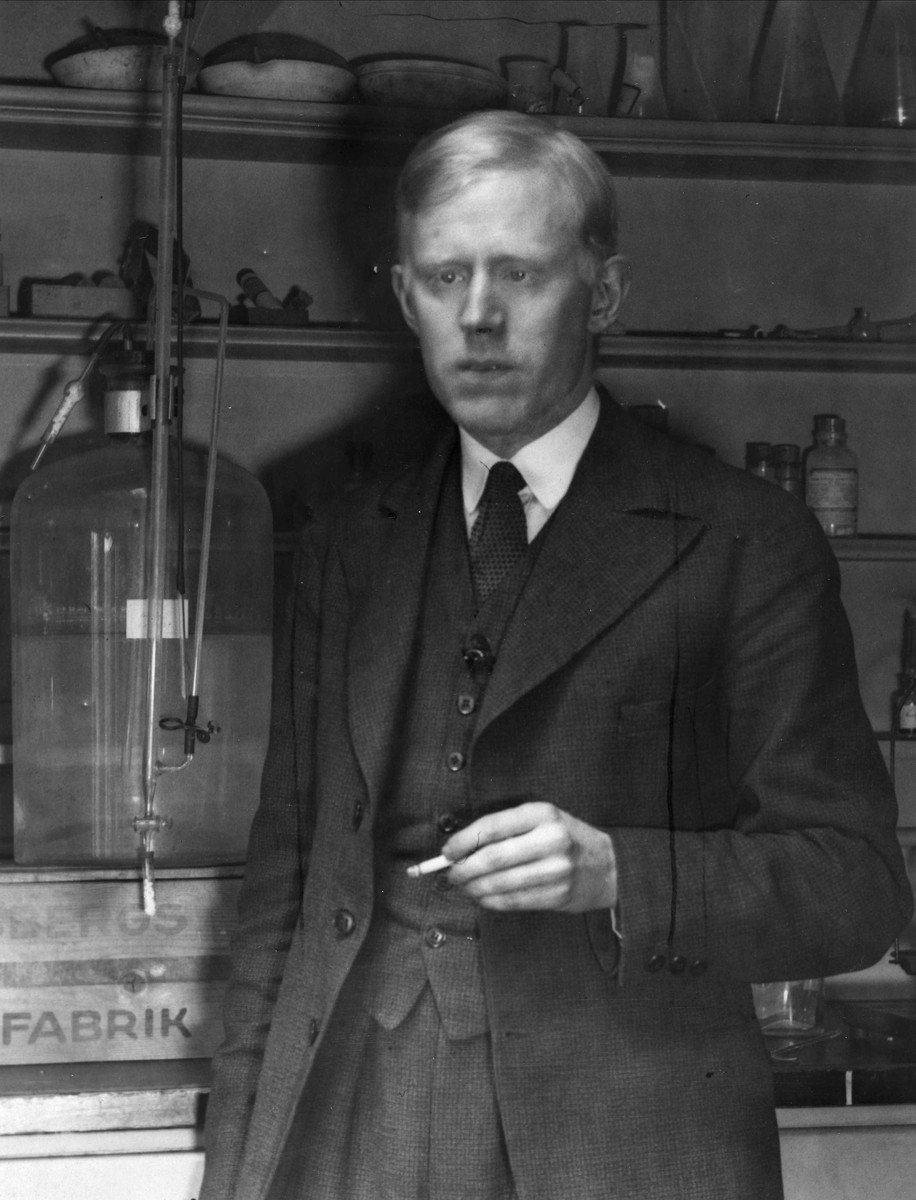
奥德·哈塞尔，約攝於1935年

奥德·哈塞尔（1897年5月17日—1981年5月11日）是一位挪威物理化学家，1969年获诺贝尔化学奖。

## 生平
哈塞尔出生于奥斯陆，他的父亲是一名妇科医生。1915年他进入奥斯陆大学学习数学、物理学和化学。1920年毕业。他休息了一年后去德国慕尼黑任试验员。他在那里发现了光学吸收指示剂。此后他转移到柏林威廉皇帝学会研究X射线晶体学。在弗里茨·哈伯的帮助下他获得了洛克菲勒基金會奖学金继续他的研究。1924年他在柏林大学获得博士学位，然后回到奥斯陆大学。从1925年到1964年他在奥斯陆大学工作，从1934年开始是那里的教授。

## 生涯
回到奥斯陆后哈塞尔首先把精力集中在无机化学上。从1930年开始他开始注重与分子结构，尤其是环己烷及其衍生物的分子结构的问题。他把电偶极矩和电子衍射的概念引入了挪威科学界。1943年10月15日哈塞尔被占领挪威的纳粹德国政府逮捕。他在奥斯陆的集中营被关押到1943年11月22日，然后被转移到滕斯贝格的集中营关押到1943年12月9日，然后又被转移到貝魯姆的集中营关押到1944年11月6日。

## 诺贝尔奖
从1950年起哈塞尔开始研究导电分子的结构，他最后能够设立这样的分子的几何的规则。1969年他因此与德里克·巴顿分享诺贝尔化学奖。